# サテト

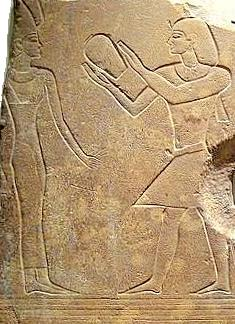
Satis being worshiped by the pharaoh Sobekhotep III of the thirteenth dynasty, a portion of her conical crown, the Hedjet, adorned with antelope horns shows in the fragment - c. 1760 B.C. - Brooklyn Museum

サテト、サティス（Satet, Satis, Satjit, Sates, Sati)は、エジプト神話で登場するナイル川の洪水を神格化した女神。起源は、古代エジプトの都市エレファンティネ（Swenet／現・アスワン、エジプトの南端の都市）とされる。

## 概要
ナイル川を神格化した女神。同じエレファンティネの守護神であるアンケトと関係のある神とされる。
ナイル川の氾濫を司る神であり豊穣の女神、またエジプトの南端に立つ神として外敵と戦う戦士であるとされる。